# Urospora pulmonalis
Urospora pulmonalis is een soort in de taxonomische indeling van de Myzozoa, een stam van microscopische parasitaire dieren. Het organisme komt uit het geslacht Urospora en behoort tot de familie Urosporidae. Urospora pulmonalis werd in 1953 ontdekt door Bogolepova.